# Lagărul de la Târgu Jiu
Lagărul de la Târgu Jiu a fost înființat în septembrie 1939, cu scopul de a-i găzdui pe refugiații polonezi sosiți pe teritoriul românesc după invadarea Poloniei.

## Lagărul în sprijinul refugiaților polonezi
Lagărul din Târgu Jiu a început să funcționeze din toamna anului 1939, imediat după ce Polonia a căzut sub dominația nazistă, iar polonezii au început să fugă din calea războiului. La Târgu Jiu au ajuns 6.000 de refugiați polonezi, care au stat aici până în anul 1941.
Lagărul, construit la periferia municipiului Târgu Jiu, pe o întindere destul de mare, cu participarea efectivă a soldaților polonezi, avea construite 10 bucătării, barăci din lemn, care puteau adăposti fiecare câte 250 - 300 de persoane, două cantine, 20 de puncte sanitare, săli de cursuri, teatru precum și alte clădiri în care refugiații desfășurau diferite activități. Potrivit datelor regăsite într-un tratat de specialitate, în cadrul lagărului au existat și funcționat opt cluburi gen universitate populară, unul pentru ofițeri, unul pentru soldații români și șase pentru soldații polonezi. Au funcționat chiar și școli primare și cursuri gimnaziale pentru copiii polonezilor care aveau vârsta de a merge la școală. Tot în cadrul lagărului a funcționat un birou secret, în care soldații polonezi erau îmbrăcați în civil, li se eliberau pașapoarte, fiind trimiși la Constanța pentru a fi îmbarcați pe vapor.
Începând cu sfârșitul lunii noiembrie 1940, din lagărul de la Târgu Jiu au plecat spre Polonia 2.436 de soldați, în lagăr rămânand doar 720 de soldați și 49 de ofițeri.
În concluzie, în prima sa etapă, lagărul din Târgu Jiu a reprezentat unul din obiectivele cele mai semnificative care ilustrează eforturile depuse de guvernul român la vremea respectivă pentru refugiații polonezi.

## Etapa dictaturii lui Antonescu

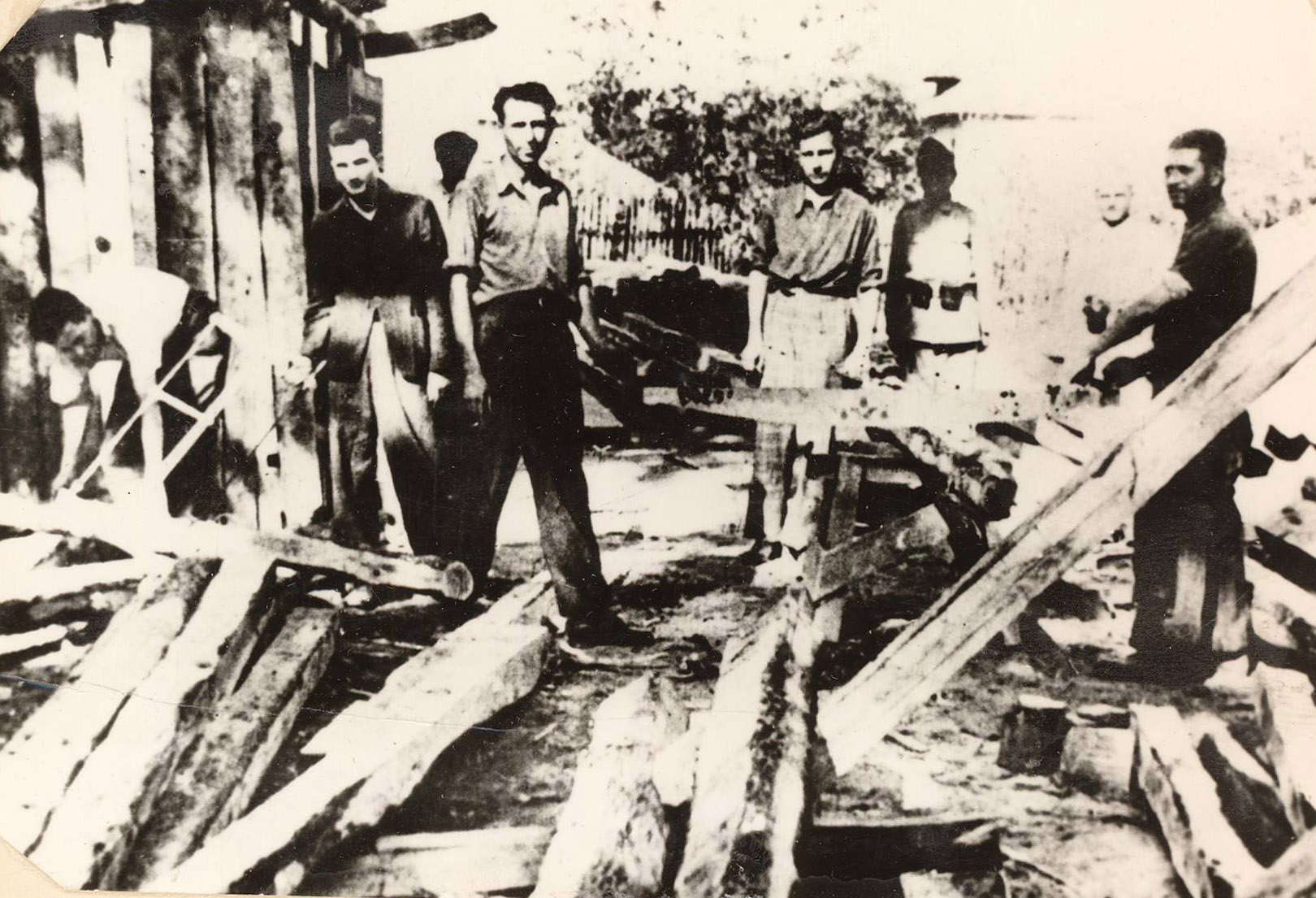
Nicolae Ceaușescu (al doilea de la stânga la dreapta) și alți deținuți politici ai regimului Antonescu, în lagărul de la Târgu Jiu

La 12 februarie 1941, a devenit lagăr de internați politici. Ion Antonescu i-a predat pe militarii polonezi germanilor, iar în locul polonezilor au fost aduși internați politici Aici s-au aflat oameni de cultură, scriitori, intelectuali din diferite domenii și, mai apoi, comuniștii.
La 21 iunie 1941, Ion Antonescu a ordonat ca toți evreii valizi de la 18 la 60 de ani, care se aflau în satele dintre Siret și Prut, să fie evacuați în Oltenia, în lagărul de la Târgu Jiu și în satele din împrejurimi. Membrii familiilor acestor evrei și toate celelalte familii evreiești din alte sate ale Moldovei au fost evacuate în comunele urbane din departamentele implicate.
Primul comandant al Lagărului de la Târgu Jiu a fost colonelul Gheorghe Zlătescu, secondat de maiorul Liță Anghel.
Lagărul era organizat pe șapte grupe. În prima grupă erau internați intelectualii, printre care se aflau Nicolae Rădescu, țărănistul Anton Alexandrescu, filosoful Mihai Ralea, Tudor Arghezi (care fusese internat pentru ca îi adresase o epistolă critică reprezentantului Germaniei hitleriste la București - Manfred von Killinger), Ernest Bernea, Matei Socor, Traian Brăileanu, ziaristul Nicolae Carandino, Zaharia Stancu, Radu Gyr, Victor Eftimiu. 
În grupa a șasea erau internați vagabonzii, prostituatele, proxeneții, hoții de buzunare.
Grupa a șaptea cuprindea internații politici comuniști, femeile comuniste fiind internate tot la grupa a șaptea, într-o baracă separată de cea pentru bărbați.Cele mai notabile figuri de comuniști care au trecut prin Lagărul de la Târgu Jiu au fost: Gheorghe Gheorghiu-Dej, Gheorghe Apostol, Vasile Călău (un chelner, membru al Sindicatului Chelnerilor, pe care comuniștii s-au bazat la 23 august, când l-au arestat pe Antonescu), Nicolae Ceaușescu, Petre Constantinescu-Iași, Eftimie Cozmici, Mișu Dulgheru, Nicolae Guina, Ovidiu Șandru, Dumitru Ivanovici, Ion Gheorghe Maurer, Zaharia Negulescu, Lucrețiu Pătrășcanu, Andrei Neagu, Andrei Pătrașcu, Ion Popescu-Puțuri, Alexandru Sencovici, Chivu Stoica, Constantin Trandafirescu, Alexandru Iliescu (tatăl lui Ion Iliescu), Ștefan Voicu, Grigore Preoteasa, Belu Zilber.
În perioada războiului, după 22 iunie 1941, pe lângă comuniști au fost considerați adversari ai regimului Antonescu și legionarii care primiseră pedepse aspre după evenimentele din ianuarie 1941. În lagărul de la Târgu-Jiu cele două extreme erau separate de un gard de sârmă ghimpată. Prin ordinul MAI cu nr. 19124 / 23.10.1944, publicat în MO nr. 248/26.10.1944, s-a decis transferarea legionarilor internați în lagărele județene, în număr de circa 1000, către lagărul Târgu Jiu, reactivat cu această ocazie, intrând în cea de-a doua perioada de funcționare a sa. Legionarii nu au fost ținuti în lagăre până la sfârșitul războiului, precum comuniștii. Au fost încadrati în batalioane speciale și au fost trimiși pe frontul de Est, pentru a se "reabilita".

## Etapa regimului comunist
În 1950, prin Decretul nr. 6, comuniștii au preluat procedura stabilită pe vremea lui Carol al II-lea privind modelul de internare, singura diferență fiind aceea că ei i-au internat pe țărăniști și pe liberali, dar și pe activiștii Grupului Etnic German. Astfel, Wilhelm Staedel, episcopul Bisericii Evanghelice de confesiune augustană și unii membri ai consistoriului au fost internați în lagărul de la Târgu Jiu în martie 1945.
Scriitorul german Otto Alscher a decedat în lagărul din Târgu-Jiu în data de 29 decembrie 1944.
Clădirile lagărului au fost demolate la câțiva ani după terminarea războiului.

## Literatură despre Lagărul de la Târgu Jiu
- Zaharia Stancu: Zile de lagăr (în care istorisește momentele petrecute în lagărul din Târgu-Jiu în 1942-1943) prima ediție Editura Socec, București, 1945; reeditare Editura Gramar, București, 2005, (336 pagini, ISBN 973-591-555-3)